# جيوفري إروين
جيوفري إروين (بالإنجليزية: Geoffrey Irwin)‏ هو عالم آثار نيوزيلندي، ولد في 14 يونيو 1941.